# Parque nacional Gran Arenosa
Gran Arenosa es un parque nacional en Queensland (Australia). El parque se divide en dos secciones:
- La sección Cooloola está ubicada en la costa entre Noosa Heads en el sur y Rainbow Beach en el norte.
- La sección de la Isla Fraser comprende casi toda la más grande isla de arena del mundo, la Isla Fraser, ubicada al norte de Rainbow Beach.

La isla Fraser está separada de tierra firme por el Gran Paso de Arena y forma parte del Patrimonio de la Humanidad en Australia según la clasificación de la Unesco. Su formación se realizó durante un periodo de más de un millón de años. Este complejo ecosistema de dunas de arena, lagos, y bosques sobrevive únicamente sobre arena. Un excepcional ejemplo de procesos biológicos y geológicos continuos. 